# 栗東市立治田小学校
栗東市立治田小学校（りっとうしりつ はるたしょうがっこう）は滋賀県栗東市坊袋にある市立の小学校。

## 所在地
- 滋賀県栗東市坊袋77

## 概要
1989年（平成元年）の児童数は518人だったが2009年（平成11年）には407人にまで減った。しかし、その後は基本的に増え続け、2023年（令和5年）現在の児童数は743人である。

## 沿革
- 1874年（明治7年） - 精思学校設立[2]
- 1875年（明治8年） - 有燐学校設立
- 1875年（明治8年） - 遵義学校設立
- 1886年（明治19年） - 精思学校、有燐学校、遵義学校が統合し簡易科目川小学校となる
- 1888年（明治21年） - 尋常科目川小学校と改称する
- 1889年（明治22年） - 尋常科治田小学校と改称する
- 1891年（明治24年） - 校舎を目側から坊袋へ移転する
- 1892年（明治25年） - 治田尋常小学校と改称する
- 1902年（明治35年） - 治田尋常高等小学校と改称する
- 1941年（昭和16年） - 治田国民学校と改称する
- 1947年（昭和22年） - 治田小学校と改称する
- 1975年（昭和50年） - 治田西小学校が分離開校
- 1983年（昭和58年） - 治田東小学校が分離開校

## 通学地域
岡・目川・目川住宅・坊袋・川辺・川辺住宅・上鈎・小柿四区・旭町・新屋敷